# Mbam
Mbam – rzeka w środkowo-zachodnim Kamerunie.
Źródła rzeki znajdują się na wyżynie Adamawa. Uchodzi do Sanagi. Jej głównymi dopływami są Kim, Ndjim i Noun. Rzeka ma 425 km długości, powierzchnię dorzecza o wielkości 42 300 km², przepływ rzeki wynosi od 133 do 1900 m³/s, a średnio wynosi 710 m³/s.